# 대한민국 민법 제409조
대한민국 민법 제409조는 불가분채권에 대한 민법 채권법 조문이다.

## 조문
제409조 (불가분채권) 채권의 목적이 그 성질 또는 당사자의 의사표시에 의하여 불가분인 경우에 채권자가 수인인 때에는 각채권자는 모든 채권자를 위하여 이행을 청구할 수 있고 채무자는 모든 채권자를 위하여 각채권자에게 이행할 수 있다.

第409條 (不可分債權) 債權의 目的이 그 性質 또는 當事者의 意思表示에 依하여 不可分인 境遇에 債權者가 數人인 때에는 各債權者는 모든 債權者를 爲하여 履行을 請求할 수 있고 債務者는 모든 債權者를 爲하여 各債權者에게 履行할 수 있다.

## 참고 문헌
- 오현수, 일본민법, 진원사, 2014. ISBN 9788963463452
- 오세경, 대법전, 법전출판사, 2014 ISBN 9788926210277
- 이준현 , LOGOS 민법 조문판례집, 미래가치, 2015. ISBN 9791155020869

## 같이 보기
- 경개